# همبل ل رایس
همبل ل رایس (به انگلیسی: Hamble-le-Rice) یک روستا و محله مدنی در بریتانیا است که در Eastleigh واقع شده‌است. همبل ل رایس ۴٬۶۹۵ نفر جمعیت دارد.